# Rhaphuma aperta
Rhaphuma aperta là một loài bọ cánh cứng trong họ Cerambycidae.